# Кольчужкин, Евгений Анатольевич
Евгений Анатольевич Кольчужкин (род. 1963) — русский советский писатель, прозаик, поэт и издатель. Член Союза писателей России с 1993 года. Основатель и первый главный редактор книжного издательства «Водолей» (с 1991 года). Лауреат VIII Международного литературного Волошинского конкурса и Премии Андрея Белого (2010).

## Биография
Родился 14 января 1963 года в Томске.
С 1981 по 1986 год обучался на факультете автоматики и вычислительной техники Томского политехнического института имени С. М. Кирова. С 1986 по 1987 год — инженер Томского радиотехнического завода. С 1987 по 1999 год работал заведующим редакционно-издательским отделом Томской областной универсальной научной библиотеке имени А. С. Пушкина. С 1991 года был основателем и главным редактором книжного издательства «Водолей» при научной библиотеке имени Пушкина, с 2002 года издательство находится в Москве.
Член Союза писателей России с 1993 года. В 1989 году в издательстве Томского государственного университета из под пера Е. А. Кольчужкина вышла первая книга «Тропос» посвящённая поэту С. В. Шервинскому, которого он считал своим учителем. В последующем вышли поэтические произведения и прозаические: «Нити Арахны» (1992), «Русские писатели в Томске» (1996), «Прошедшее продолженное» (2002) и «Речи дней» (2011). Поэтические произведения Кольчужкина публиковались в литературно-художественных журналах «Литературное обозрение», «Новый Берег» и «Новый журнал». Основные проекты Кольчужкина в книжном издательстве «Водолей» связаны с издательством серии антологий «Век перевода» (2005—2012), книг в области философии, таких авторов как Мартин Хайдеггер, Альфред Уайтхед и Яков Голосовкер; произведений русской литературы Серебряного века в таких сериях как «Малый Серебряный век» и «Серебряный век. Паралипоменон» включены произведения таких поэтов как: Алексей Лозины-Лозинский, Юрий Верховский, Сергей Соловьёв, а также произведения поэтов Сергея Петрова, Веры Меркурьевой, Владимира Щировского и Георгия Голохвастова.
В 2010 году за организацию издательства «Водолей», за издание собрания сочинений С. В. Петрова и других книг" Евгению Анатольевичу Кольчужкину была присуждена Премия Андрея Белого и в этом же году за цикл своих поэтических произведений становится — лауреатом VIII Международного литературного Волошинского конкурса.

### Избранные произведения
- Tpoпoc: Стихи / Евгений Кольчужкин; Предисл. Б. Н. Пойзнера. — Томск : Изд-во Том. ун-та, 1989 г. — 147 с.
- Нити Арахны: Стихи / Евгений Кольчужкин. — Томск : Водолей, 1992 г. — 143 с. — ISBN 5-7137-0003-8
- Русские писатели в Томске / Гл. ред. Е. Кольчужкин. — Томск : Водолей, 1996 г. — 180 с. — ISBN 978-5-91763-057-1
- Прошедшее продолженное: Стихи / Евгений Кольчужкин. — Томск : Водолей, 2002 г. — 127 с. — ISBN 5-7137-0200-6
- Речи дней: стихи (2001—2010) / Евгений Кольчужкин. — Москва : Водолей, 2011 г. — 110 с. — ISBN 978-5-91763-057-1[7]

### Избранные издания
- Хайдеггер М. Пролегомены к истории понятия времени. — Томск: Водолей, 1998 г. — 383 с. — (Прогр. «Translanion project» / Центр.-Европ. ун-т). — ISBN 5-7137-0102-6
- Уайтхед А. Н. Символизм, его смысл и воздействие. — Томск: Водолей, 1999 г. — 63 с. — ISBN 5-7137-0108-5
- Библиография Федора Сологуба. Стихотворения. — Водолей Publishers, 2004 г. — 352 с. — ISBN 5-902312-18-3
- Голосовкер Я. Э. Антология античной лирики в русских переводах. Лирика Эллады. В 2-х т. — Водолей Publishers, 2006 г. — ISBN 5-902312-31-0, ISBN 5-902312-43-4
- Семь веков английской поэзии. Англия. Шотландия. Ирландия. Уэльс. В 3-х т. (Seven Centuries of English Poetry: England: Scotland: Ireland: Wales) — Водолей Publishers, 2007 г. — ISBN 978-5-902312-33-8
- Алексеева Л. А. Горькое счастье: Собрание сочинений. — М.: Водолей Publishers, 2007 г. — 416 с. (Серебряный век. Паралипоменон) — ISBN 5-902312-93-0
- Афанасьева В. К. Орел и змея в изобразительности и литературе Двуречья. — М.: Водолей Publishers, 2007 г. — 464 с. — ISBN 978-5-902312-32-1
- Стихотворения. 1915—1940. Проза. Письма / Подг. Д. С. Гессена и Л. С. Флейшмана. — М.: Водолей Publishers, 2008 г. — 336 с. (Серебряный век. Паралипоменон) — ISBN 978-5-9796-0126-7
- Анфилада: Стихи 1957—2007 гг. — М.: Водолей Publishers, 2008 г. — 656 с. — ISBN 978-5-9796-0021-5
- Верховский Ю. Н. Струны: Собрание сочинений. — М.: Водолей Publishers, 2008 г. — 928 с. (Серебряный век. Паралипоменон) — ISBN 978-5-9796-0111-3
- Бодлер, Шарль Цветы Зла. Перевод Вадима Шершеневича. — М.: Водолей, 2009 г. — 336 с. (Звезды зарубежной поэзии) — ISBN 978-5-91763-009-0
- Вега, Мария Ночной корабль: Стихотворения и письма. — М.: Водолей, 2009 г. — 528 с. (Серебряный век. Паралипоменон) — ISBN 978-5-91763-008-3
- К 65-летию Лазаря Флейшмана. — М.: Водолей, 2010 г. — 696 с. — ISBN 978-5-91763-003-8[8]

## Премии
- Премия Андрея Белого (2010 — «За организацию издательства „Водолей“, за издание собрания сочинений С. В. Петрова и других книг»[5])
- Лауреат VIII Международного литературного Волошинского конкурса (2010 — «За цикл поэтических произведений»[6]))